# Жюжи, Мартен
Марте́н Жюжи́ (фр. Martin Jugie; 3 мая 1878, Обазин — 29 ноября 1954, Лорг) — французский католический священник, учёный, церковный историк, византинист.
Будущий церковный историк родился в французском городе Обазине и в крещении получил имя Этьен. Начальное образование Этьен получил в нескольких небольших семинариях ассумпционистов, в 1895 году он стал послушником и совершил свои первые обеты в конгрегации ассумпционистов под именем Мартин. С 1896 по 1902 год он находился в Иерусалиме, где изучал философию, теологию, а также греческий и русский язык. В 1897 году Жюжи принёс монашеские обеты и вступил в конгрегацию ассумпционистов. 21 декабря 1901 года Мартен был рукоположен в священника.
В 1902 году конгрегацией ассумпционистов Жюжи был направлен в Турцию, в пригород Стамбула Кадыкёй, где он в греко-славянской духовной семинарии ассумпционистов преподавал греческий язык, догматическое богословие (его любимый предмет), и каноническое право до 1914 года; некоторое время он был директором семинарии. Он также внес большой вклад в издание престижного журнала ассумпционистов «Échos d’Orient». С 1915 по 1917 год, во время Первой мировой войны Мартен Жюжи служил во французской армии. В декабре 1917 года Мартен уехал в Рим, чтобы продолжить свою научную и преподавательскую деятельность; здесь он стал преподавателем Папского восточного института. Будущий кардинал Альфредо Ильдефонсо Шустер, избранный папой римским Бенедиктом XV, как президент Папского восточного института, назначил Жюжи заведующим кафедры теологии. Мартен Жюжи под руководством архиепископа Акилле Ратти исследовал русские фонды Ватиканской библиотеки. С 1932 года Жюжи профессор восточнохристианского богословия Папского Латеранского университета в Риме и католического факультета Лионского университета. В 1935 году он преподаёт в Папском Урбанианском университете. Во время Второй мировой войны Жюжи жил в Лионе. С 1948 года Мартен Жюжи — профессор атенеума Пропаганды веры и преподаватель в Латеранском университете. С мая 1952 года, из-за болезни Паркинсона, он на пенсии. В 1953 году Жюжи награждён орденом Почетного легиона Франции.

## Сочинения
- Histoire du canon de l’Ancien Testament dans l'Église Greque et l'Église Russe. P., 1909;
- Nestorius et la controverse nestorienne. P., 1912;
- Theologia dogmatica сhristianorum orientalium ab Ecclesia catholica dissidentum. P., 1926—1935. 5 vol.;
- Sermo in Sanctissimam Deiparam : textum graecum cum interpretatione latina / Theophanes, Saint Bp. of Nicaea; Martin Jugie. — Romae : Facultas theologica pontificii athenaei seminarii romani, 1935;
- De processione spiritus sancti ex fontibus revelationis et secundum orientales dissidentes / Martin Jugie. — Romae : [Istituto Grafico Tiberino], 1936.
- Le schisme byzantin: Aperçu historique et doctrinal. P., 1941;
- De forma eucharistiae, de epiclesibus eucharisticis. / Martin Jugie. — Romae, Officium Libri Catholici, 1943.
- La mort et l’assomption de la Sainte Vierge: Étude historico-doctrinale / Martin Jugie. — Città del Vaticano : Bibl. apostolica vaticana, 1944. — VIII, 747 с.;
- L’Immaculée Conception dans l'Écriture Sainte et la tradition orientale. R., 1952.
- Histoire du canon de l’Ancien Testament dans l’Eglise Grecque et l’Eglise Russe / Martin Jugie. — Leipzig : Zentralantiquariat der Deutschen Demokratischen Republik, 1974. Series: Études de theologie orientale, 1.; Subsidia Byzantina lucis ope iterata, vol. 14.